# Djurgårdsbussen
Djurgårdsbussen var en kommerciel buslinje med dobbeltdækkerbusser som i 2012 og 2013 kørte i Stockholms innerstad mellem Cityterminalen og Skansen.
Buslinjen startedes af Nobina den 1. juni 2012 som firmaets første kommercielle buslinje. Eftersom Djurgårdsbussen var en kommerciel linje gjaldt SL's takstsystem og turistkort ikke.
Store dele af strækningen konkurrerede med Spårväg City, hvis operatør Stockholms Spårvägar før premieren mente at det ville være vanskeligt for turister at forstå at linjen havde andre takstvilkår end på andre linjer, samt at der kunne blive (endnu mere) pladsmangel ved stoppestederne. SL selv betragtede dog konkurrencen som en forbedring. Busserne som anvendtes var af samme type som Nobina kører for SL mellem Tekniska Högskolan og Norrtälje.
Billetsalget viste sig at være utilstrækkeligt (muligvis på grund af takstforholdene), så i december 2013 satte Nobina linjen på pause, og i marts 2014 besluttede firmaet helt at nedlægge linjen.

## Eksternt link
- Djurgårdsbussens website fra Internet Archives Wayback Machine (arkiveret 11. juli 2012)